# Hullámfüggvény
A hullámfüggvény egy kvantummechanikai állapot (azaz kvantumállapot) jellemzésére alkalmazható matematikai eszköz. Bár a klasszikus mechanikai hullámegyenlet egy megoldásaként előálló hullámfüggvény analógiájára hozták létre, a kvantummechanikában némiképp más értelemmel bír: a kvantummechanikai hullámfüggvény egy igen kiterjedt módon alkalmazott általános matematikai formalizmus egy alapvető matematikai objektuma.

## Definíció
A modern szóhasználatban a hullámfüggvény jelenthet bármilyen vektort vagy függvényt, amely egy fizikai rendszer állapotát írja le, általában a rendszer más állapotai – alapvektorai, bázisfüggvényei – szerint kifejtve. Tipikusan egy hullámfüggvény lehet:
- komplex vektor véges számú komponenssel (például Heisenberg-kép)

{\displaystyle {\vec {\psi }}={\begin{bmatrix}c_{1}\\\vdots \\c_{n}\end{bmatrix}}},
- komplex vektor végtelen sok komponenssel

{\displaystyle {\vec {\psi }}={\begin{bmatrix}c_{1}\\\vdots \\c_{n}\\\vdots \end{bmatrix}}},
- egy vagy több valós változó komplex függvénye („folytonos indexű” komplex vektor) (például Schrödinger-kép)

{\displaystyle \psi (x_{1},\,\ldots \,x_{n})}.
Mindegyik esetben a hullámfüggvény a rendszer teljes leírását adja. Fontos azonban megjegyezni, hogy a rendszerhez rendelt hullámfüggvényt nem határozza meg egyértelműen az illető rendszer, mivel sok különböző hullámfüggvény is leírhatja ugyanazt a rendszert.

## Interpretáció (függvény)
A hullámfüggvény fizikai interpretációja függ attól, hogy milyen összefüggésben használjuk. Számos példa található alább, mindegyiket megvizsgálva a fent megadott három esetre.

### Egy részecske egy térdimenzióban
Egy részecskéhez egy dimenzióban rendelt hullámfüggvény egy olyan komplex {\displaystyle \psi (x)\,} függvény, amelyet a valós számegyenesen értelmezünk. A hullámfüggvény {\displaystyle |\psi |^{2}\,} abszolútérték-négyzetét a részecske helyzetének (megtalálási) valószínűségsűrűségének tekintjük, ezért annak a valószínűsége, hogy a részecske helyének megmérése az {\displaystyle [a,b]} intervallumba eső eredményt ad:
{\displaystyle \int _{a}^{b}|\psi (x)|^{2}\,dx\quad }.
Ez a következő normálási feltételhez vezet:
{\displaystyle \int _{-\infty }^{\infty }|\psi (x)|^{2}\,dx=1\quad }.
Mivel a részecske helyzetének mérése mindenképpen eredményre kell, hogy vezessen, azt valahol meg kell találnunk.

### Egy részecske három térdimenzióban
A három dimenziós eset analóg az egy dimenzióssal. A hullámfüggvény egy komplex {\displaystyle \psi (x,y,z)\,} függvény, amely a háromdimenziós Euklideszi téren van értelmezve, és az abszolutérték négyzetét háromdimenziós valószínűségsűrűség függvénynek tekintjük. Annak valószínűsége, hogy a részecskét a helyzetmérés során az {\displaystyle R} térfogatban találjuk:
{\displaystyle \int _{R}|\psi (x)|^{2}\,dV}.
A normálási feltétel hasonló:
{\displaystyle \int |\psi (x)|^{2}\,dV=1},
ahol az integrálás az egész térre kiterjed.

### Két megkülönböztethető részecske három térdimenzióban
Ebben az esetben a hullámfüggvény hat (valós) térváltozó komplex függvénye:
{\displaystyle \psi (x_{1},y_{1},z_{1},x_{2},y_{2},z_{2})\,},
és {\displaystyle |\psi |^{2}\,} a két részecske pozíciójának együttes valószínűségsűrűségi függvénye. Annak a valószínűsége, hogy a két részecske helyzetének együttes mérése az első részecskét az R, a másodikat pedig az S tartományban találja:
{\displaystyle \int _{R}\int _{S}|\psi |^{2}\,dV_{2}dV_{1}},
ahol {\displaystyle dV_{1}=dx_{1}dy_{1}dz_{1}}, {\displaystyle dV_{2}} is hasonló. A normálási feltétel ezért:
{\displaystyle \int \int |\psi ^{2}|\,dV_{2}dV_{1}=1},
ahol az integrálás kiterjed mind a hat változó teljes értelmezési tartományára.
Alapvető fontosságú, hogy észrevegyük a következőt: Két részecskéből álló rendszer esetén csak a mindkét részecskét tartalmazó rendszernek kell jól definiált hullámfüggvénnyel rendelkeznie. Azaz, nem lehet olyan valószínűségsűrűség függvényt felírni, amely nem függ explicit módon a második részecske helyzetétől. Ez vezet a kvantumcsatolás jelenségéhez.

### Egy részecske egydimenziós impulzustérben
Egy részecske hullámfüggvénye egy dimenzióban, impulzustérben (impulzusreprezentációban) egy, a valós számegyenes értelmezett komplex {\displaystyle \psi (p)\,} függvény. A {\displaystyle |\psi |^{2}\,} mennyiség impulzustérben van értelmezve, ezért annak valószínűsége, hogy a részecske impulzusának mérése a {\displaystyle [a,b]} intervallumba eső eredményre vezet:
{\displaystyle \int _{a}^{b}|\psi (p)|^{2}\,dp\quad }.
Ez a következő normálási feltételhez vezet:
{\displaystyle \int _{-\infty }^{\infty }|\psi (p)|^{2}\,dp=1},
mivel a részecske impulzusa valamilyen értéket biztosan fel fog venni.

### 1/2-es spin
Egy 1/2-es spinű részecske hullámfüggvénye (eltekintve a térbeli szabadsági fokaitól) egy – algebrai – oszlopvektor (ld. spinorok):
{\displaystyle {\vec {\psi }}={\begin{bmatrix}c_{1}\\c_{2}\end{bmatrix}}}.
A vektorkomponensek jelentése függ a választott bázistól, de tipikusan {\displaystyle c_{1}} és {\displaystyle c_{2}} a „felfelé” ill. „lefelé” mutató spinű állapotok a {\displaystyle z} térbeli koordináta irányára vonatkozóan. A Dirac-féle braket-jelölésben:
{\displaystyle |\psi \rangle =c_{1}|\uparrow _{z}\rangle +c_{2}|\downarrow _{z}\rangle }
A {\displaystyle |c_{1}|^{2}\,} ill. {\displaystyle |c_{2}|^{2}\,} értékeket ezután úgy értelmezhetjük, mint annak a valószínűségét, hogy a részecske spinjének mérése a részecskét „fel” ill. „le” állapotban találja a z-irányhoz képest. A normálási feltétel itt:
{\displaystyle |c_{1}|^{2}+|c_{2}|^{2}=1\,}.

## Interpretáció (vektor)
A hullámfüggvény itt a rendszer egy állapotát a rendszer más állapotai szerint kifejtve írja le. A rendszer aktuális állapotát jelöljük {\displaystyle |\psi \rangle \,}-vel, azok az állapotok pedig, ami szerint ez ki van fejtve legyenek {\displaystyle |\phi _{i}\rangle }. Az utóbbiakat együtt bázisnak vagy reprezentációnak nevezzük. A következőkben minden hullámfüggvényt normáltnak tekintünk.

### Véges vektorok
A hullámfüggvény, ami egy {\displaystyle {\vec {\psi }}} vektor {\displaystyle n} komponenssel, leírja, hogyan fejezzük ki a fizikai rendszer {\displaystyle |\psi \rangle } állapotát a végesen sok {\displaystyle |\phi _{i}\rangle } bázisfüggvény lineáris kombinációjaként, ahol {\displaystyle i} {\displaystyle 1}-től {\displaystyle n}-ig fut. A
{\displaystyle {\vec {\psi }}={\begin{bmatrix}c_{1}\\\vdots \\c_{n}\end{bmatrix}}},
egyenlet, ami oszlopvektorok közötti összefüggés, ekvivalens a
{\displaystyle |\psi \rangle =\sum _{i=1}^{n}c_{i}|\phi _{i}\rangle },
egyenlettel, ami a fizikai rendszer állapotai közötti összefüggés. Vegyük észre, hogy a két egyenlet közötti áttéréshez ismerünk kell a bázisállapotokat, ezért két oszlopvektor, ugyanazokkal a komponensekkel, két különböző állapotot képviselhet, ha a bázisok különbözőek. Egy példát véges vektorra fent láttunk az 1/2-es spinű részecskénél, ahol a komponensek mögött ott vannak a részecske spinállapotai.
{\displaystyle {\vec {\psi }}} komponenseinek fizikai jelentését a hullámfüggvény összeomlásának elve adja meg:
Ha a {\displaystyle |\phi _{i}\rangle } állapotok egy dinamikai változó (például impulzus, helykoordináta stb.) eltérő, határozott értékeivel rendelkeznek és az illető változó mérését elvégezzük a
{\displaystyle |\psi \rangle =\sum _{i}c_{i}|\phi _{i}\rangle }
állapoton, akkor annak a valószínűsége, hogy eredményül {\displaystyle \lambda _{i}}-t kapjunk, {\displaystyle |c_{i}|^{2}}, és ha eredményünk {\displaystyle \lambda _{i}}, akkor a mérés után a rendszer a {\displaystyle |\phi _{i}\rangle } állapotban lesz.

### Végtelen vektorok
A diszkrét indexű végtelen vektort ugyanúgy kezeljük, mint a végeset, azzal a különbséggel, hogy az összegzés kiterjed az összes bázisállapotra. Így,
{\displaystyle {\vec {\psi }}={\begin{bmatrix}c_{1}\\\vdots \\c_{n}\\\vdots \end{bmatrix}}}
ekvivalens a következővel:
{\displaystyle |\psi \rangle =\sum _{i}c_{i}|\psi _{i}\rangle },
ahol a szokásos konvenció szerint az összegzés kiterjed {\displaystyle {\vec {\psi }}} minden komponensére. A komponensek értelmezése ugyanaz, mint a véges esetben, az összeomlási elv is alkalmazandó.

### Folytonos indexű vektorok (függvények)
Folytonos index esetén az összegzést integrálás helyettesíti. Erre egy példa egy részecske térhullámfüggvénye egy dimenzióban, amelyik a részecske {\displaystyle |\psi \rangle } fizikai állapotát a határozott helyzetű {\displaystyle |x\rangle } állapotokon fejti ki. Ezért
{\displaystyle |\psi \rangle =\int _{-\infty }^{\infty }\psi (x)|x\rangle \,dx}.
Vegyük észre, hogy {\displaystyle |\psi \rangle } nem azonos {\displaystyle \psi (x)\,}-vel. Az előbbi a részecske aktuális állapota, míg az utóbbi egyszerűen egy hullámfüggvény, amelyik megadja, hogyan kell az előbbit kifejteni a határozott pozíciójú állapotok szerint. Ebben az esetben a bázisállapotok a következőképpen fejezhetők ki:
{\displaystyle |x_{0}\rangle =\int _{-\infty }^{\infty }\delta (x-x_{0})|x\rangle \,dx}
és ezért az {\displaystyle |x_{0}\rangle }-hoz rendelt térhullámfüggvény {\displaystyle \delta (x-x_{0})\,} (Dirac-delta).

## Formalizmus
Tekintsünk egy izolált fizikai rendszert, ennek megengedett állapotai (olyan állapotai, amiben a rendszer lehet a fizikai törvények megsértése nélkül) egy {\displaystyle H} vektortér, a Hilbert-tér részei. Azaz,
1. Ha {\displaystyle |\psi \rangle } és {\displaystyle |\phi \rangle } két megengedett állapot, akkor
{\displaystyle a|\psi \rangle +b|\phi \rangle }
szintén megengedett állapot feltéve, hogy {\displaystyle |a|^{2}+|b|^{2}=1}. (Ez a feltétel a normálás miatt van.)
és,
2. A normálás miatt, mindig van a H vektortérnek egy ortonormált bázisa.
Ebben az összefüggésben egy bizonyos állapothoz rendelt hullámfüggvény tekinthető a {\displaystyle H} vektortér bázisán történő kifejtésnek, pl.
{\displaystyle \{|\uparrow _{z}\rangle ,|\downarrow _{z}\rangle \}}
egy az 1/2 spinű részecskéhez rendelt bázis, következésképpen egy ilyen részecske spinállapota felírható így:
{\displaystyle a|\uparrow _{z}\rangle +b|\downarrow _{z}\rangle }.
Néha hasznos lehet kifejteni egy rendszer állapotát meg nem engedett állapotokon, azaz nem egy {\displaystyle H} térben. Egy példa erre egy részecske térhullámfüggvénye egy dimenzióban, ahol a határozott helyzetű állapotok szerint fejtjük azt ki. Ezek az állapotok tiltottak, mivel sértik a határozatlansági elvet. Az ilyen bázist – "helytelen" bázisnak hívjuk. A határozatlansági elv itt azért sérül, mert itt egy időben állandóan egy helyen – nulla mérési bizonytalansággal – levő részecskénk lenne, azaz az impulzusa is, és annak mérési bizonytalansága is nulla lenne.
Szokás felruházni {\displaystyle H}-t egy belső szorzattal, de ennek természete esetleges, függ a használt bázistól. Ha megszámlálhatóan sok {\displaystyle \{|\phi _{i}\rangle \}\,} báziselemünk van, amelyik mind {\displaystyle H}-hoz tartoznak, akkor {\displaystyle H} egyetlen olyan belső szorzattal rendelkezik, ami bázisát ortonormálttá teszi, azaz
{\displaystyle \langle \phi _{i}|\phi _{j}\rangle =\delta _{ij}.}
Ha ez a helyzet, akkor {\displaystyle |\phi _{i}\rangle } belső szorzata egy tetszőleges vektor kifejtésével
{\displaystyle \langle \phi _{i}|\sum _{j}c_{j}|\phi _{j}\rangle =c_{i}}.
Ha a báziselemek kontinuumot alkotnak, mint például a hely- vagy koordináta bázis, amelyik tartalmaz minden határozott pozíciójú {\displaystyle \{|x\rangle \}} állapotot, akkor szokás a Dirac-normálás választása
{\displaystyle \langle x|x'\rangle =\delta (x-x')}
azaz érvényes az analóg
{\displaystyle \langle x|\int \psi (x')|x'\rangle \,dx'=\int \psi (x')\delta (x-x')\,dx'=\psi (x)}.
összefüggés.